# Ragazze nel pallone - Sfida mondiale
Ragazze nel pallone - Sfida mondiale (Bring It On: Worldwide #Cheersmack) è un film del 2017 diretto da Robert Adetuyi. È il sesto film della serie iniziata nel 2000 con Ragazze nel pallone.
In America fu pubblicato direct-to-video il 29 agosto 2017, mentre in italiano fu trasmesso il 5 luglio 2018 su Premium Cinema.

## Trama
Nel tentativo di sconfiggere la squadra rivale di cheerleader Truth, la capitana Destiny decide di portare nelle Rebels Blake e i suoi ballerini di strada, ma i due gruppi non riescono a collaborare.